# Wissenschaftspreis der Stadt Basel
Der Wissenschaftspreis der Stadt Basel soll Gelehrten und Forschenden, die zur Universität Basel in Beziehung stehen, aufgrund ihrer wissenschaftlichen Leistung als Auszeichnung zugesprochen werden. Die Höhe des Preises beträgt 20'000 Franken (Stand 2021). Seine Einrichtung wurde vom Grossen Rat des Kantons Basel-Stadt am 16. Oktober 1958 beschlossen.

## Preisträger (Auswahl)
- 1960: Gustav Meyer (1897–1966), Schweizer Philologe, Autor, Hochschullehrer und Bibliothekar
- 1964: Hans Georg Wackernagel (1895–1967), Schweizer Historiker und Volkskundler[2]
- 1977: Werner Meyer (* 1937), Schweizer Historiker und Mittelalterarchäologe
- 1979: Julia Gauss (1901–1985), Schweizer Pädagogin und Historikerin[3]
- 1990: Bruno Speck (1934–1998), Schweizer Mediziner (Hämatologie)[4]
- 1991: András Horn (1934–2021), ungarisch-schweizerischer Literaturwissenschaftler
- 1998: Regina Wecker (* 1944), deutsch-schweizerische Historikerin[5]
- 2011: Christoph Gerber (* 1942), Schweizer Physiker[6]
- 2013: Rudolf Gschwind (* 1949), emeritierter Professor (physikalische Chemie), und Lukas Rosenthaler (* 1960), Schweizer Professor für Digital Humanities (Physiker)[7][8]
- 2015: Christine Christ-von Wedel (* 1948), deutsch-schweizerische Historikerin
- 2017: Hans Gersbach (* 1959), Schweizer Ökonom[9]
- 2018: Angela Heck, deutsche Psychologin[10]
- 2019: Nina Khanna (* 1975), Schweizer Infektiologin[11][12][13]
- 2020: Jörg-Andreas Bötticher (* 1964), deutsch-schweizerischer Musiker[14]
- 2021: Pico Caroni, Neurobiologe[15]
- 2022: Nicole Probst-Hensch, Gesundheitswissenschaftlerin[16]
- 2023: Bodo Brinkmann, Kunsthistoriker und Museumskurator[17]
- 2024: Prisca Liberali, Biowissenschaftlerin[18]
- 2025: Michael Bangert, Kirchenhistoriker[19]